# Ruf SCR
Pour les articles homonymes, voir SCR.
La Ruf SCR pour "Sport Car Ruf" est une voiture de sport produite par le constructeur allemand Ruf Automobiles.

## Historique
Dans les années 1970 le premier choc pétrolier impose aux constructeurs automobiles des règles plus strictes en matière de consommation et de pollution.
Porsche est contraint de revoir sa gamme. La 930 turbo et ses 260 ch reste inchangée, mais la 911 SC voit son 6 cylindres à plat atmosphérique réduit à 3,0 L et 180 ch. L'écart entre ces deux motorisations est important et ne peut être comblé par la 928 : plus luxueuse, plus lourde et équipée d'un V8 en position avant, loin de l’esprit de la 911.
La route est toute tracée pour Ruf qui propose donc en 1978 une version modifiée de la 911 SC : la Ruf SCR pour Sport Car Ruf.

## Caractéristiques[2]
La Ruf SCR a pour base la 911 SC 3,0 L atmosphérique.
La cylindrée du moteur est augmentée à 3,2 L ce qui permet de gagner 34 ch, soit une puissance de 214 ch à 6 000 tr/min. Le kit d'injection est remplacé par un modèle Bosh K-Jetronic, un système de refroidisseurs d'huile supplémentaires est ajouté à l'avant du véhicule.
Esthétiquement, la SCR se distingue par son large aileron arrière type "queue de baleine" (qui deviendra le signe distinctif des Ruf), par un bouclier avant redessiné afin de ménager de plus larges entrées d'air alimentant les refroidisseurs d'huile et les freins. Un kit de carrosserie large dans le style 930 turbo est disponible en option. Les jantes aluminium à cinq rayons sont disponibles de série.
À l'intérieur, les sièges d'origine sont remplacés par des baquets avec ceintures type harnais.
Fiche technique, :
- Moteur : 6 cylindres à plat
- Alésage x Course : 98 mm × 70,4 mm
- Cylindrée : 3 185 cm3
- Taux de compression : 9,8 : 1
- Puissance : 214 ch (158 kW à 6 000 tr/min
- Couple : 280 N m à 4 800 tr/min
- Régime maximal : ?
- Poids à vide : 1 110 kg
- Transmission : manuelle 5 rapports
- Pneus : ?
- Disposition : propulsion, moteur arrière

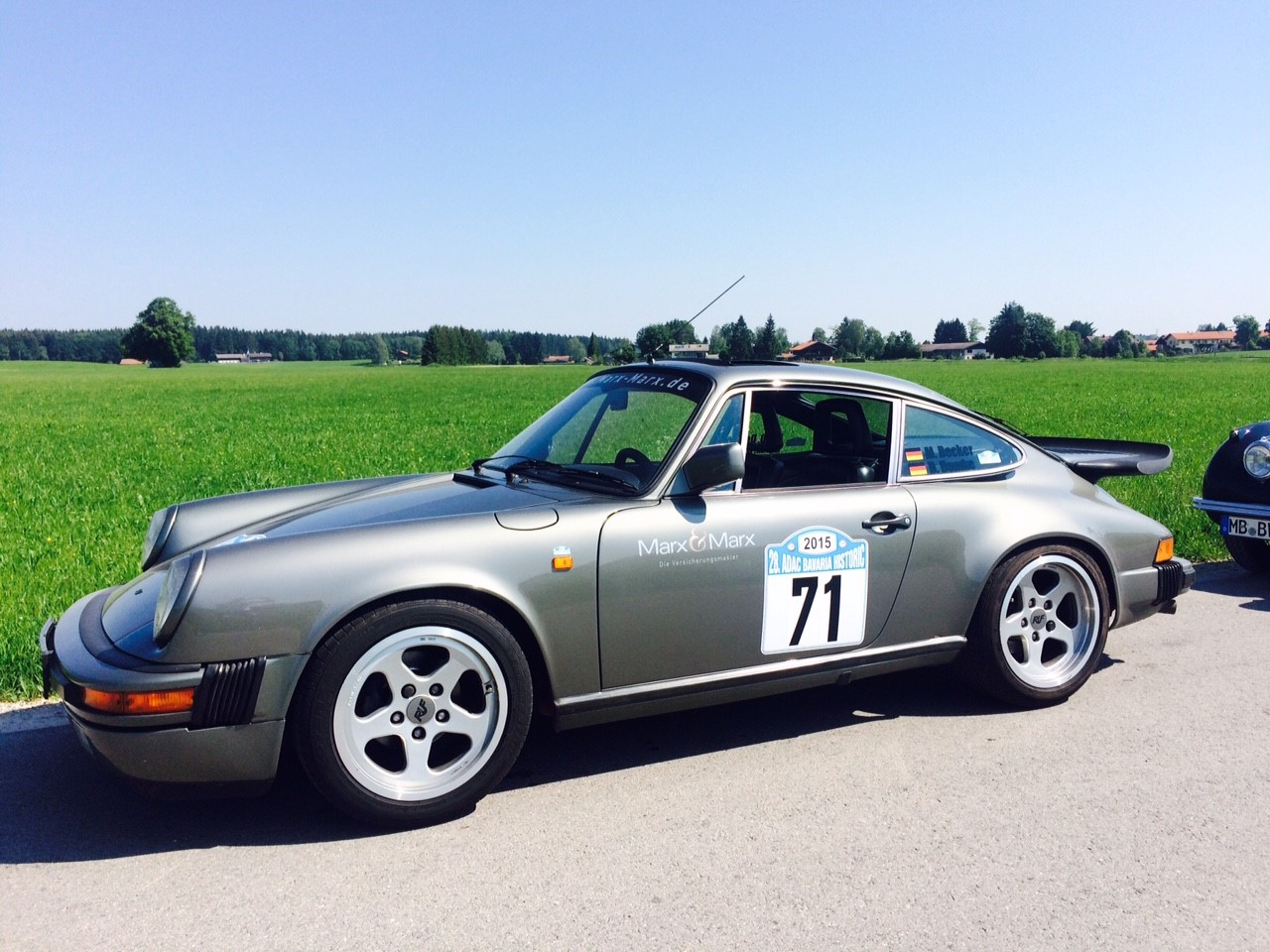
Ruf SCR.

## Performances
Ainsi modifiée, la Ruf SCR permet d'atteindre avec son moteur atmosphérique des performances proches de la 930 turbo.
Résultats des tests par Auto, Motor und Sport :

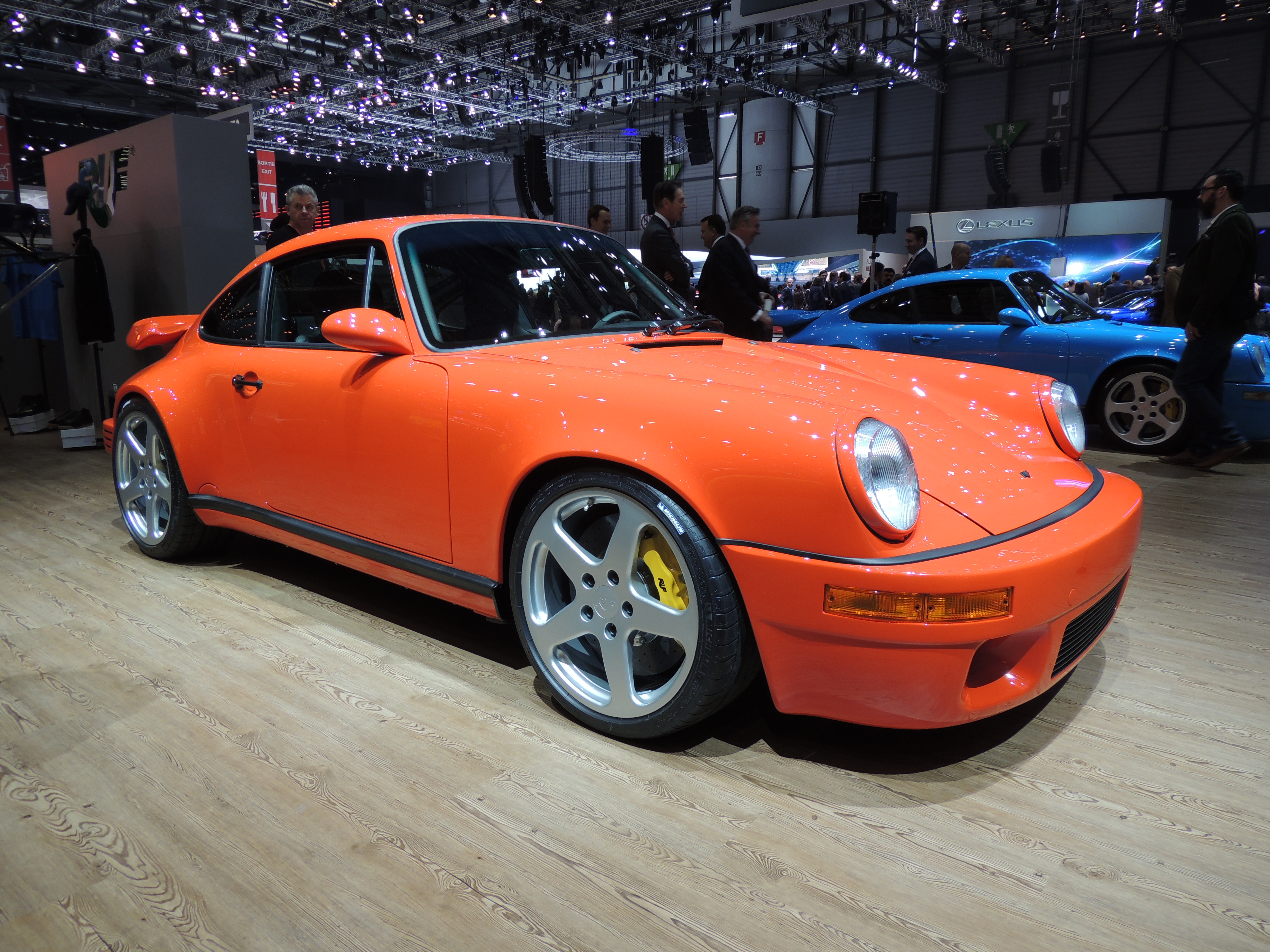
Ruf SCR 4.2 au Ruf SCR 4.2 lors du international de l'automobile de Genève en 2016 - vue ¾ avant.

- 0-100 km/h : 5,7 secondes
- 0-200 km/h : 23,7 secondes
- 402 m départ arrêté : 13,9 secondes
- 1 km départ arrêté : 25,4 secondes
- Vitesse maximale: 255,3 km/h

## Modèles suivants

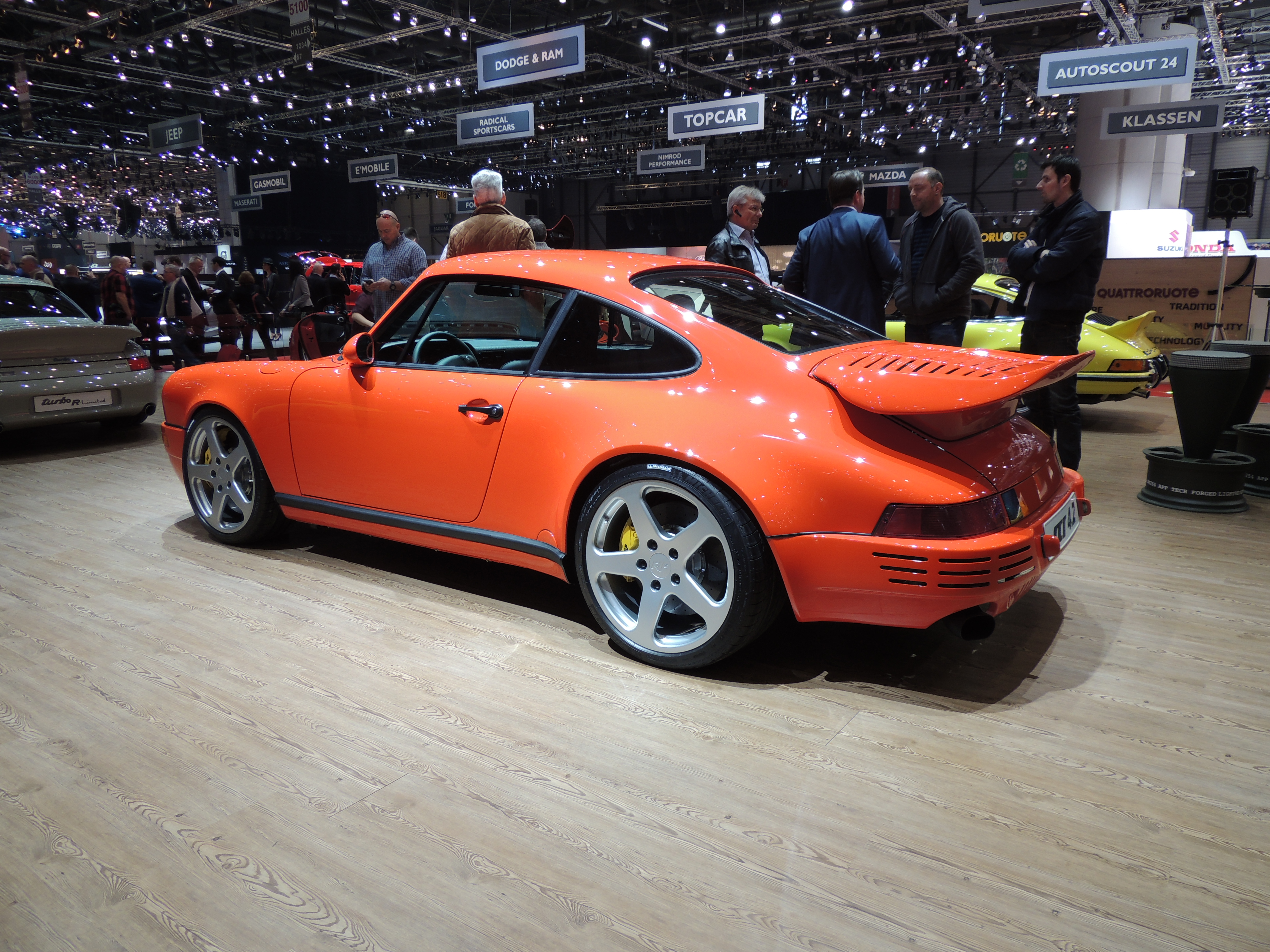
Ruf SCR 4.2 au international de l'automobile de Genève - vue ¾ arrière.

### SCR 4.2[4],[5],[6],[7]
En 2016, Ruf présente à l'occasion du 86e salon international de l’automobile de Genève, une version moderne de la SCR.
Le prototype SCR 4.2 avec sa carrosserie "Blood Orange" ("Orange Sang") est basé sur la Porsche 993.
Elle reprend la philosophie de son ainée : propulsion aux performances élevées avec un moteur dépourvu de turbocompresseur et refroidi par air. Il s'agit du moteur "Metzer" à refroidissent par eau de la 997 GT3 dont la cylindrée est portée à 4,2 L ce qui permet de développer une puissance de 525 ch à 8 500 tr/min et un couple de 501 N m à 5 800 tr/min.
Cette puissance est transmise aux seules roues arrière via une boite manuelle à six vitesses couplée à un différentiel à glissement limité.
Le châssis est celui de la Porsche 993 doté de sa suspension multibras et de liaisons au sol plus modernes ainsi que d'un arceau-cage intégré. L'empattement est rallongé de 70 mm. Le reste de la carrosserie fait majoritairement appel à la fibre de carbone afin de contenir le poids à 1 200 kg.
Esthétiquement, les codes de la SCR d'origine sont repris : aileron arrière "queue de baleine", prises d'air large sur le spoiler avant et ailes arrière élargies.
À l'intérieur, on trouve l'habitacle de la 993 greffé de sièges baquets avec ceintures harnais six points et de nombreux éléments en carbone.
En matière de performance, la SCR 4.2 avale le 0 à 100 km/h en 4,1 secondes et atteint une vitesse maximale de 322 km/h.

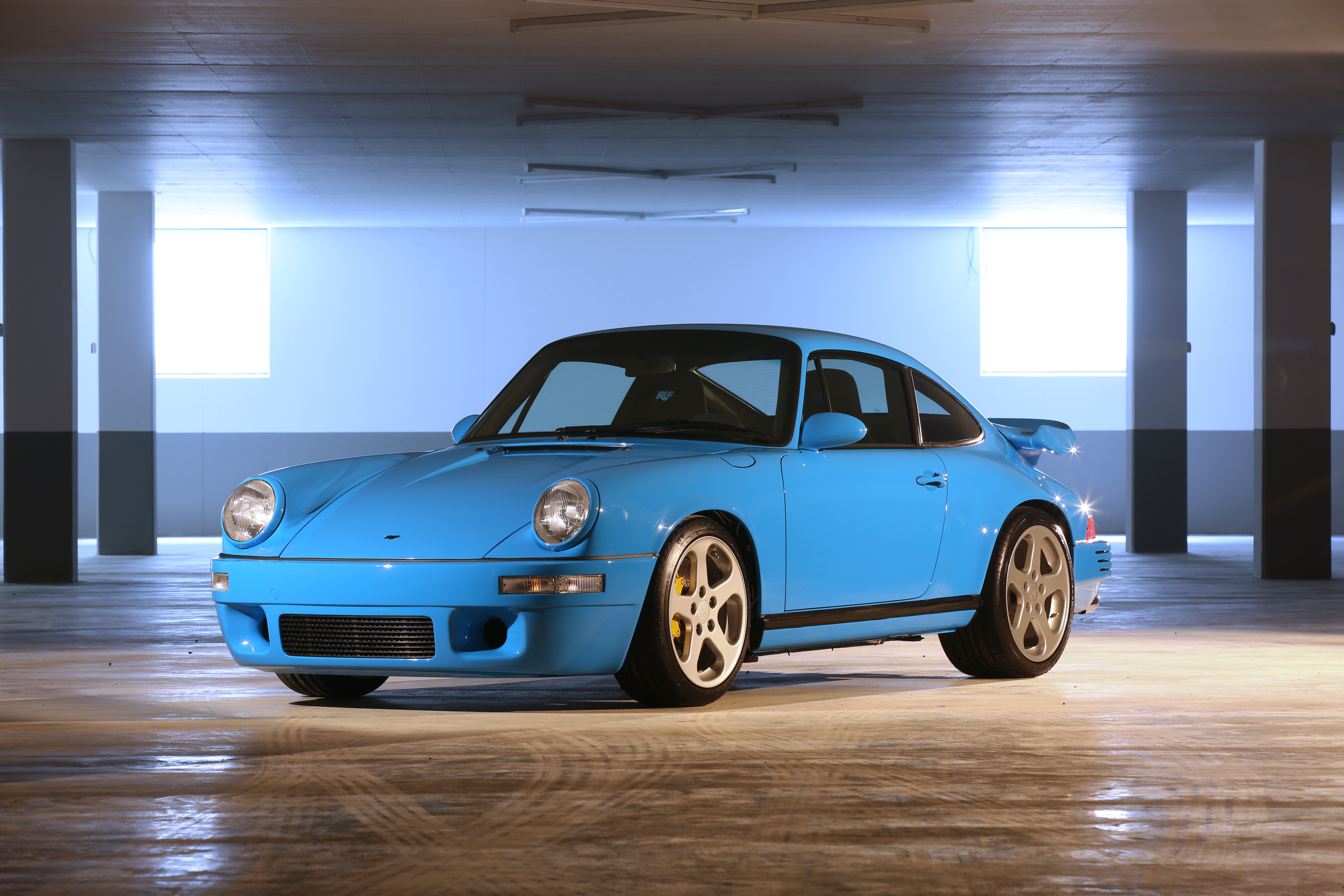
Ruf Ultimate 2016.

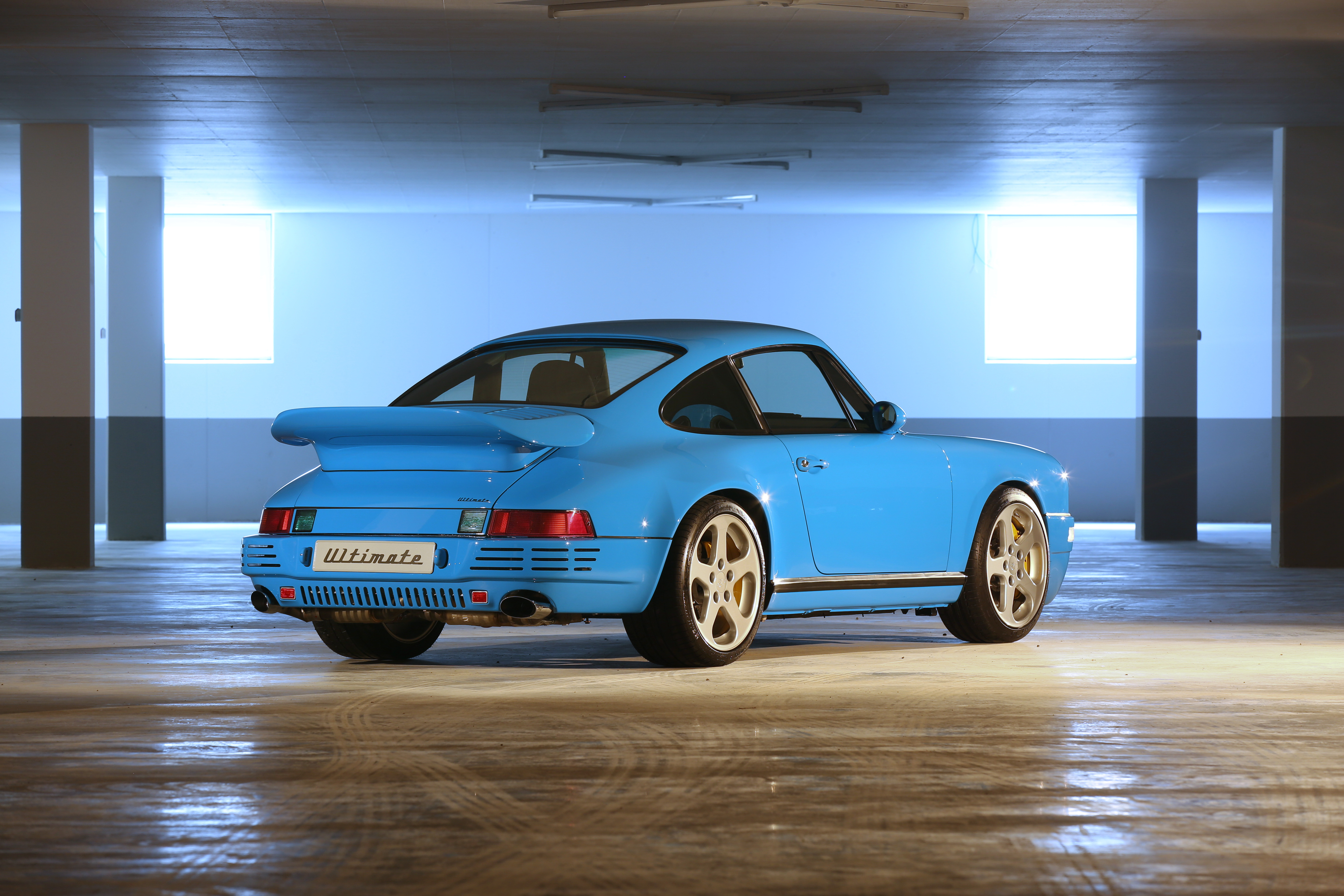

### SCR Ultimate[8],[9],[6]
Présentée en 2016 en même temps que la SCR 4.2 basée sur la 993, la Ruf Ultimate dans sa robe "Bleu de France national" constitue un autre exercice de modernisation de la SCR de 1978.
Cette mouture dispose d'un châssis maison quasi intégralement conçu en fibre de carbone et qui s'appuie sur le châssis de la 964 ainsi que d'un arceau-cage intégré lui aussi entièrement construit dans ce matériau. La fibre de carbone permet de rigidifier l'ensemble tout en réduisant le poids. C'est pour cette raison que la grande majorité des éléments de carrosserie sont eux aussi réalisés dans ce matériau. Le poids final n’excède pas 1 200 kg.
La Ruf Ultimate reprend les codes esthétiques de la SCR : bouclier avant largement ouvert pour le passage de l'air, spoiler arrière "queue de baleine".
Outre le châssis la principale différence se trouve sous le capot. Le moteur est un 6 cylindres à plat de 3,6 L qui développe 590 ch à 6 800 tr/min et 725 N m à 4 500 tr/min grâce à l'adjonction de deux turbocompresseurs. Cette puissance est transmise aux roues arrière via une boite de vitesses manuelle à 6 rapports et freiné par un kit de frein carbone-céramique.
L'intérieur est similaire à celui de la SCR 4.2 et fidèle à la SCR originelle : fibre de carbone et sièges baquets équipés de ceintures harnais six points.
En matière de performances :
- 0-100 km/h : 3,3 secondes
- 0-200 km/h : 10,8 secondes
- 1 km départ arrêté : 21,4 secondes
- vitesse maximale : 339 km/h

### SCR 2018[11],[12],[13]
C'est en 2018 lors du 88è salon international de l’automobile de Genève que la Ruf SCR 2018 est présentée.
Elle dérive de la SCR 4.2 de 2016, la nouvelle SCR dispose d'un châssis monocoque Ruf en fibre de carbone, couplé à un arceau intégré lui aussi en fibre de carbone. Ce matériau constitue également la majeure partie de la carrosserie. Le poids est contenu à 1 250 kg.
Le moteur est un 6 cylindres à plat de 4,0 L dépourvu de turbocompresseur et refroidi par air qui transmet ses 510 ch à 8 270 tr/min et 470 N m de couple à 5 760 tr/min aux seules roues arrière via une boite manuelle à 6 rapports. L’ensemble reçoit des freins carbone-céramique.
Le traitement intérieur est similaire au modèle de 2016. À l'extérieur, si l'on retrouve les ailes larges et le bouclier avant plus aéré, l'aileron "queue de baleine" a disparu.
La vitesse de pointe annoncée dépasse les 320 km/h.
Un kit de conversion SCR pour les 911 SC est également disponible.

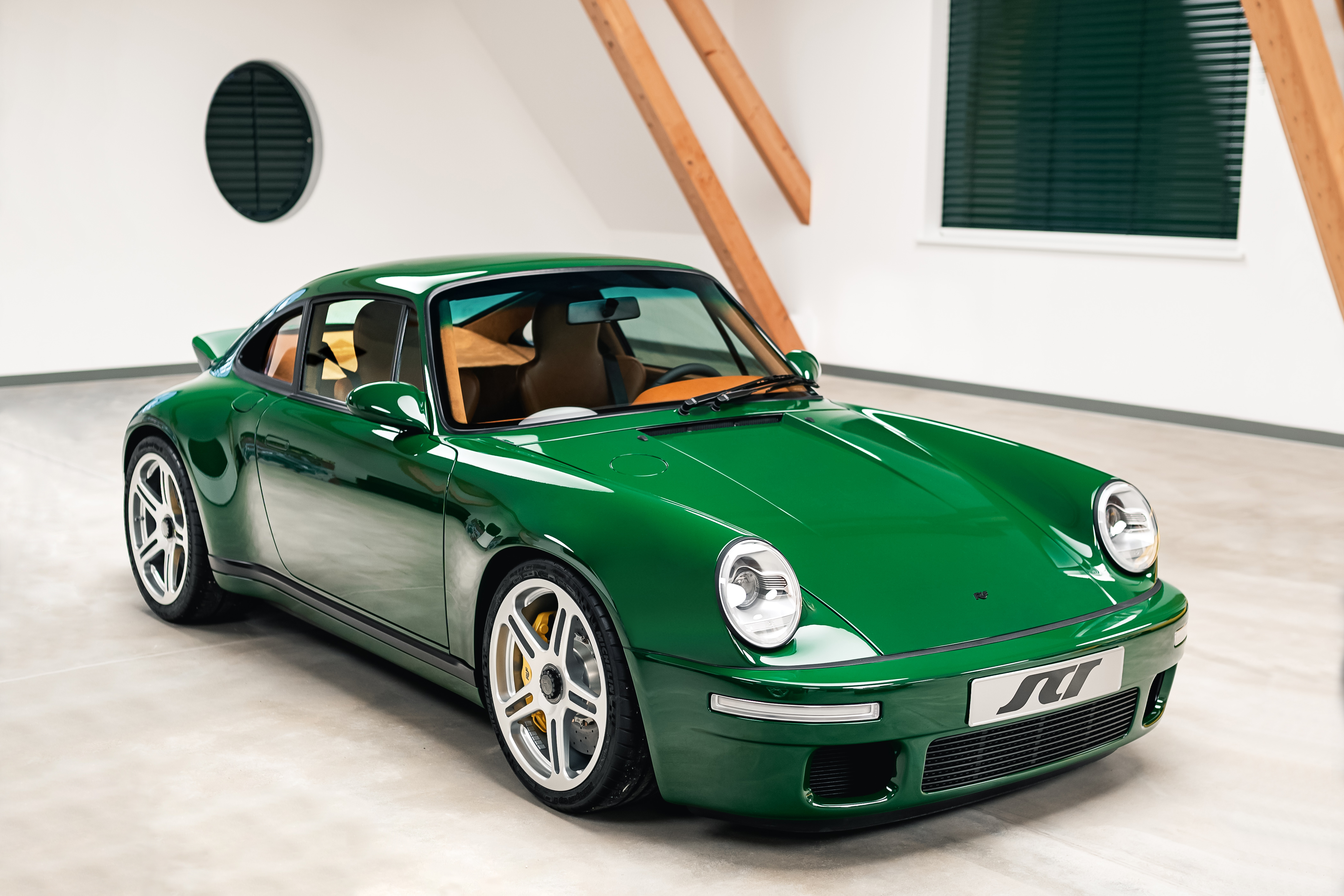
Ruf SCR 2018 - vue ¾ avant.

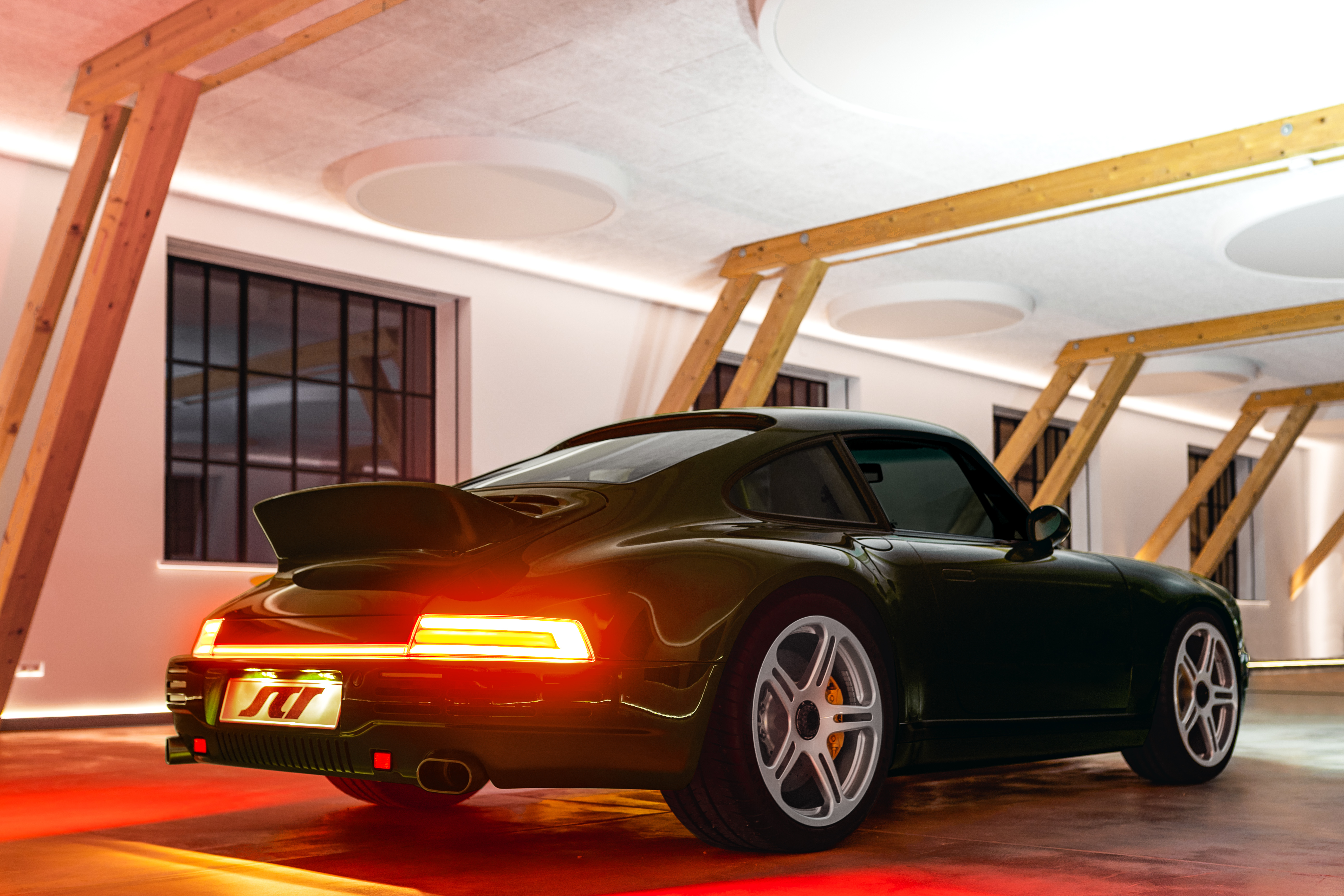
Ruf SCR 2018 - vue ¾ arrière.